# Ronaldo Dinolis
Ronaldo Antonio Dinolis Rodríguez (ur. 17 listopada 1994 w Colón) – panamski piłkarz występujący na pozycji napastnika, reprezentant Panamy, od 2025 roku zawodnik Universitario.

## Kariera klubowa
Dinolis rozpoczynał karierę piłkarską w drugoligowym panamskim klubie New York FC. W styczniu 2017 przeniósł się do pierwszoligowego Sportingu San Miguelito. W Liga Panameña zadebiutował 14 stycznia 2017 w przegranym 0:3 spotkaniu z Tauro, natomiast premierowego gola w najwyższej klasie rozgrywkowej strzelił 8 lutego tego samego roku w wygranej 3:1 konfrontacji z Atlético Veragüense. Od razu wywalczył sobie pewne miejsce w wyjściowym składzie i szybko został czołowym strzelcem rozgrywek. W jesiennym sezonie Apertura 2017 został wybrany w oficjalnym plebiscycie LPF do najlepszej jedenastki ligi panamskiej. W Sportingu spędził bez poważniejszych osiągnięć półtora roku, po czym w czerwcu 2018 na zasadzie rocznego wypożyczenia przeniósł się do kostarykańskiego zespołu Santos de Guápiles.

## Kariera reprezentacyjna
W seniorskiej reprezentacji Panamy Dinolis zadebiutował za kadencji selekcjonera Hernána Darío Gómeza, 24 października 2017 w wygranym 5:0 meczu towarzyskim z Grenadą. W tym samym spotkaniu strzelił dwa gole, swoje pierwsze w kadrze narodowej.